# Rio Barza
O Rio Barza é um rio da Romênia afluente do Rio Câinelui, localizado no distrito de Argeş.